# バイト敬語
バイト敬語（バイトけいご）とは、アルバイト店員による接客が主となるサービス業界において敬語として用いられる特徴的な日本語表現である。場合によっては、そのような表現を接客用語としてマニュアル化している企業もあることから、マニュアル敬語とも呼ばれる。
主にファーストフード店、コンビニエンスストア、ファミリーレストランなどにおいて用いられており、上記の他にも、コンビニ敬語、ファミレス敬語、ファミコン言葉（「ファミ」レス・「コン」ビニ）などと呼称されている。
また、アルバイトに従事するのが基本的に若年層の人々であることから日本語の乱れや若者言葉として取り上げられることもあるが、それに対しては言語学や方言学の見地から様々な検証や反論が提示されている。

## 概要
マニュアル化された言葉遣いであるため、短期間で効率よく覚えるには効果的である一方、場面に応じてではなく、客が子供でも、顔見知りでも、目上も目下もなく一様に使用されることになる。
21世紀初頭の日本社会においては、家庭内で敬語を使うことが一般的ではなくなると同時に、地域社会から「子供の面倒を見る」という機能が失われ、子供が敬語を使用する機会が減少。これに替わるとされた学校でも、基本的には「です・ます」等の丁寧語が要求されるのみで体系的な敬語の習得は不要となる中、中には敬語未習得のままアルバイトなどを経験するという人もおり、その場合はマニュアル化された接客用語としてのマニュアル敬語・バイト敬語を「敬語」として覚えることとなるという現状にある。
文化庁の『敬語の指針』ではマニュアル敬語について、敬語使用の典型例を学ぶには有効な手引きとなるが、場面によってはその用法は適さないことがあるため、マニュアルは万能ではないことを知っておく必要があるとしている他、あくまでも「『自己表現』としての敬語使用」を理想とし、その実現のためマニュアルや手引きの作成にあたっては多様な具体例を示し解説することを求めている。
「コミュニケーションの在り方」と「言葉遣い」について検討してきた文化庁の文化審議会国語分科会は、マニュアル敬語に限らず言葉一般について、「仲間以外へは広く通じる言葉を選ぶ」必要がある一方で、言葉は時代に従って変化するものであり、地域や共同体でも異なる場合もあるため、伝統や標準のみを正しいと思わない寛容さが求められ、また敬語についても「敬意を示そうとする気持ち」そのものを尊重することも大切だとしている。

## 表現の例

### 金額＋からお預かりします
会計時に金銭を受け取る際、「○円、お預かりします」ではなく「○円からお預かりします」と言う。
- 1万円からお預かりします。

この場合、客が端数の細かい金額を足し合わせようと財布の中を覗き込んでいながら、どうも足りなさそうなので店員側で「もう1万円から計算してしまいますよ」と確認するニュアンスを持つ。このため「急かされている」「決め付けられている」と不快に感じる聞き手がいる。
森山（2001）によると「〜から」は「計算の起点」を表している。しかし、その場合「〜から」が使用される時は「お釣りが出る場面」であると考えられ、お釣りが出ない場面での使用（「9650円ちょうどからお預かりします」）は説明できない。「クレジットカードからお預かりします」の用法も報告されている(飯田2002a)。
岩松（2001：26-28）によると、「〜から」は「1万円からでよろしいですか」と「それでは1万円お預かりします」の両者がつながった物である。「1万円からお預かりします」の用法は個人商店が多かったかつての日本にはなかった表現である。個人商店では受け取ったお金は店主のものになるので「（9650円頂きますがそのまえに）1万円お預かりします」と直接的な語法となっていた。ところがアルバイトはあくまで「店主と客のお金をめぐる仲介人」であるためこのような曖昧な語法が生じたと考えられる。
北原（2005：10-16）は、「〜から」は「まずは1万円から」「とりあえず1万円から」という意味である可能性を指摘している。「1万円からお預かりします」は「まずは1万円から、代金を仮にお預かりします」という店員の気持ちからの発言であると考えられる。

### よろしかったでしょうか
「○○で、よろしかったでしょうか？」と、主に飲食店における注文の確認に用いられる。場面や状況の捉え方により客側に違和感を与え得るとされる。この用法の正誤については反論もある。
同志社女子大学教授の森山由紀子は、これについて「（客からすると）『よろしいですか？』だと『本当にそれでいい？』と問い詰められた感じを受ける」のに対し、「『よろしかったでしょうか』だと、『私合ってる？』とあたかも自分（店員）の責任にすることで丁寧な印象になる」という効果があるとしている。

### 〜になります
- こちら和風セットになります。
- メニューになります。（2007年にイオンCM中での使用が指摘され、ございますにその後変更されている）
- 禁煙席になります。
- お買い得なります／〜となっています。
- こちらになります。（客に場所等を説明する時の表現）
- （計算すると）525円になります

ファミリーレストランなどで料理を提供するときによく聞かれる「こちら和風セットになります」のような表現は文法的には正しいが、話し手の伝えたいことと聞き手の期待することが食い違うため、不自然に聞こえてしまう。その一方で、状況によってはさほど違和感がないかもしれないとする意見や、謙遜の気持ちを込めて使う場合もあるので一概に否定できないとする意見、謙虚な気持ちを添えた畏まった表現であるとする意見、逆に「〜になります」の使用を禁止することをマニュアル敬語として批判する意見もある。
この表現を批判する理由はよく「和風セットでなかった何かが客の目の前で和風セットに変化するわけでないからおかしい」と説明されるが、動詞「なる」の意味は何かから何かに変化することに限らない。NHK放送文化研究所によれば、「〜になる」には「〜にあたる」「〜に相当する」の意味もあり、親族を紹介する際に「義理の弟になります」などというのがこれにあたる。飲食店においても「きつねうどんになります」や「コーヒーになります」ならともかく、「シェフの気まぐれサラダになります」「こちらが若鶏のプロヴァンス風になります」のように名前だけではどのようなものか正確に想像できない品物を提供する際には、この「〜にあたる」の意味での「〜になります」の使い方にさほど違和感がないとする意見、あるいは十分有効であるとする意見がある。
森山由紀子は、「『〜です』という断定表現には話し手（店員）の『意見・判断』が入っているように聞こえるところを、『〜になります』にすることで『事実を説明しているだけ』に」なると説明している。例えば「『店内全面禁煙です』だと直接注意している印象になるが、『店内全面禁煙になります』だとただお店のルールを伝えているだけに」なり、「面と向かって『です』と言うより柔らかくなり責任回避にも」なるという。
『明鏡国語辞典』編集委員で筑波大学教授の矢澤真人によれば、相手の予想から外れるかもしれない内容を伝える場合にも使われる。すでに三歳になった子供について「この子は三歳になります」と紹介する場合は、その子がこれから三歳に成長するという意味ではなく、聞き手がもっと幼いと予想していると考えて、予想外の情報を伝える意味で使われている。
北原（2004）によれば、このような表現は、もっと豪華なものを期待しているかもしれない客に「これで果たしてお客様のご期待に添えるかどうかわかりませんが」という謙虚な気持ちを添えた、「〜です」より畏まった表現でもある。しかし、北原は客としては単に自分の注文したものが提供されるのを期待しているだけなので、畏まった謙虚な表現としての「〜になります」とは解釈されにくく、何かから何かへ変化する意味の「〜になります」と捉えられて不自然に感じられるともしており、丁寧な接客表現だからといってなんでもかんでも「〜になります」と言うのでなく、場面に合った使い方をすることが必要であると主張している。
NHK放送文化研究所は、「『こちらが入り口になります』とアナウンスしたら先輩から注意されたがなぜか」との質問に対して、何かの意図を込めてわざとそう言ったのなら構わないと回答し、謙遜の意を込めてそのような言い方をすることがあると解説した上で、「以上が回答になります」と自ら「〜になります」を使って締めくくっている。
また、「（計算すると）525円になります」といった用法のように、括弧内を補って考えれば状態変化を表す「なる」と解釈できる場合もある。明治時代から昭和初期にかけての文学作品にも用例がある。
　お里がびく／＼しながら、番頭の方へ近づくと、

「あ、そうですか。」番頭は何気なく、書きとめた帳を出して見る。彼は、落ちつかない。そそくさしている。
「△円△△銭になります。」
「そうでござんすか。」
—黒島傳治、『窃む女』1923年（大正12年）3月
「姉さん、幾等になる、」

　女中は見附の台の傍に立つて、帳場のお神さんと口を利いてゐたが、勘定と聞いてやつて来た。
「一円九十五銭になります、」
　清は金を出した。
—田中貢太郎、『白いシヤツの群』1923年（大正12年）10月
　客の男は矢庭にポケツトから紙幣束を掴出して、「会計、いくら。」

「お酒が三杯。」と佐藤はおでんの小皿を眺め、「四百三十四円になります。」
—永井荷風、『にぎり飯』1949年（昭和24年）1月
嘉門タツオは、「映画の窓〜リターンズ〜」（2006年発売のアルバム『笑撃王』に収録）という楽曲でこの表現をネタにしている。

#### 「〜でございます」への一律の言い換え
「〜でございます」自体は正しい敬語だが、上記「〜になります」についての苦情を恐れるあまり「〜になります」の使用を禁じて全てを「〜でございます」に言い換えることについては批判もある。NHK放送文化研究所では、「〜になります」も使い方によっては十分有効な表現であり、場面によって「〜になります」と「〜でございます」を使い分けさせるのが面倒だからといって一律に「〜でございます」に言い換えさせることは、それ自体が効率重視のマニュアル敬語であり、日本語の微妙なニュアンスを失うことに繋がると批判している。

### 〜のほう
職業や健康など、あからさまに口にするのがはばかられる話題に触れるときに「〜のほう」をつける用法は、慎み深さを重んじた日本的な表現として元来存在する。戦前の文学作品にも用例が見られる。
 そりゃ大丈夫です。身体の方は達者ですから。風呂でも何でも汲みます。
—夏目漱石、『それから』1909年（明治42年）
汽罐の方はそりゃ、私あ、十五六の時から、鉄道の方の、機関庫にいまして、最近までずうっと機関手をやって来ていますから。
—佐左木俊郎、『喫煙癖』1931年（昭和6年）
また、対比や比較の対象を示す用法もある。コーヒーとスパゲッティの注文を受けた店員が、スパゲッティを念頭に置いて「コーヒーのほうは後になさいますか」と訊ねるのはこの用法である。
しかし、近年では、ぼかして慎み深さを表す必要もなければ対比や比較の対象もない場面でも多用されており、マニュアル敬語における「〜のほう」は主にこちらである。上記のようにコーヒーの他にも何かを頼んだ客に対して「コーヒーのほうは後でお持ちしますか」と尋ねるのであれば適切だが、コーヒーだけを頼んだ客に対して「コーヒーのほうをお持ちしました」というのは適切とはいえない。ただし、慎み深さを表す必要がなくても「メニューの方、お持ちします」などとあえて対象をぼやかすことで丁寧さを演出する方法としては成立するという意見もある。